# Sören, Kalix kommun
Sören är en småort i Töre distrikt (Töre socken), Kalix kommun, Norrbottens län. Orten ligger vid Bottenvikens strand, sydost om Töre.

## Befolkningsutveckling
| Befolkningsutvecklingen i Sören 1960–2015                        | Befolkningsutvecklingen i Sören 1960–2015 | Befolkningsutvecklingen i Sören 1960–2015 | Befolkningsutvecklingen i Sören 1960–2015 | Befolkningsutvecklingen i Sören 1960–2015 |
| ---------------------------------------------------------------- | ----------------------------------------- | ----------------------------------------- | ----------------------------------------- | ----------------------------------------- |
|                                                                  |                                           |                                           |                                           |                                           |
| År                                                               |                                           |                                           | Folkmängd                                 | Areal (ha)                                |
| 1960                                                             | 1960                                      |                                           | 178                                       | ¤                                         |
| 1990                                                             | 1990                                      |                                           | 110                                       | 34#                                       |
| 1995                                                             | 1995                                      |                                           | 101                                       | 34#                                       |
| 2000                                                             | 2000                                      |                                           | 82                                        | 35#                                       |
| 2005                                                             | 2005                                      |                                           | 96                                        | 37#                                       |
| 2010                                                             | 2010                                      |                                           | 78                                        | 37#                                       |
| 2015                                                             | 2015                                      |                                           | 82                                        | 55#                                       |
| Anm.: ¤ Som tätortsbebyggelse med 150-199 invånare # Som småort. |                                           |                                           |                                           |                                           |